# Super Ligue 2013-2014
La Super League 2013-2014 è la 105ª edizione della massima divisione del campionato belga maschile di pallanuoto. Le gare della stagione regolare sono iniziate il 28 settembre 2013 e si sono concluse il 22 marzo 2014. La fase finale ha invece avuto inizio il 28 marzo e si è conclusa il 31 maggio.
Le squadre partecipanti sono sette, e si affrontano nel classico girone all'italiana con partite di andata e ritorno. A questa fase segue una fase finale per la conquista del titolo a cui prendono parte le prime quattro squadre in classifica dopo la conclusione della stagione regolare.
A causa del ridotto numero di squadre partecipanti non sono previste retrocessioni.

## Squadre partecipanti
| Club        | Città       | Piscina                |
| ----------- | ----------- | ---------------------- |
| Anversa     | Anversa     | Piscina Wezenberg      |
| Kortrijk    | Zwevegem    | Piscina Sportpun       |
| La Louvière | La Louvière | Piscina Le Point d'Eau |
| Mechelen    | Mechelen    | CS Geerdegemvaart      |
| Mons        | Mons        | Piscine du Grand Large |
| Mouscron    | Mouscron    | Piscina Les Dauphins   |
| Tournai     | Tournai     | Piscina Aqua Tournai   |

## Prima fase

### Classifica
|  | Pos. | Squadra     | Pt | G  | V  | N | P  | GF  | GS  | DR  |
|  | ---- | ----------- | -- | -- | -- | - | -- | --- | --- | --- |
|  | 1.   | Tournai     | 33 | 12 | 11 | 0 | 1  | 136 | 96  | +40 |
|  | 2.   | Mouscron    | 30 | 12 | 10 | 0 | 2  | 150 | 91  | +59 |
|  | 3.   | Mechelen    | 21 | 12 | 7  | 0 | 5  | 138 | 125 | +13 |
|  | 4.   | Anversa     | 21 | 12 | 7  | 0 | 5  | 91  | 101 | -10 |
|  | 5.   | Kortrijk    | 10 | 12 | 3  | 1 | 8  | 133 | 150 | -17 |
|  | 6.   | La Louvière | 6  | 12 | 2  | 0 | 10 | 104 | 149 | -45 |
|  | 7.   | Mons        | 4  | 12 | 1  | 1 | 10 | 110 | 150 | -40 |

### Risultati
|             | ANV   | KOR   | LAL   | MEC   | MON   | MOU  | TOU   |
| Anversa     |       | 7-6   | 9-6   | 7-6   | 9-5   | 6-8  | 5-10  |
| Kortrijk    | 12-13 |       | 13-9  | 21-13 | 13-13 | 5-15 | 5-16  |
| La Louvière | 7-9   | 12-10 |       | 8-13  | 10-17 | 9-11 | 5-12  |
| Mechelen    | 9-4   | 16-11 | 21-12 |       | 11-8  | 8-11 | 11-13 |
| Mons        | 6-10  | 8-16  | 6-11  | 11-13 |       | 6-15 | 13-14 |
| Mouscron    | 19-8  | 13-9  | 16-7  | 12-8  | 15-8  |      | 8-9   |
| Tournai     | 7-4   | 15-12 | 12-8  | 7-9   | 13-9  | 8-7  |       |

## Fase finale
Le prime quattro si affrontano nuovamente in doppia tornata per stabilire l'ordine di posti dal 1° al 4°. Parallelamente le ultime tre fanno altrettanto per stabilire l'ordine di posti dal 5° al 7°. Vengono mantenuti i punti e la differenza reti conquistati nella prima fase. In caso di parità di punti la discriminante è costituita dagli scontri diretti.

### 1º-4º posto
|                   | Pos. | Squadra  | Pt | G  | V  | N | P  | GF  | GS  | DR  |
| ----------------- | ---- | -------- | -- | -- | -- | - | -- | --- | --- | --- |
| Belgio (bandiera) | 1.   | Tournai  | 46 | 18 | 15 | 1 | 2  | 200 | 150 | +50 |
|                   | 2.   | Mouscron | 46 | 18 | 15 | 1 | 2  | 215 | 138 | +77 |
|                   | 3.   | Mechelen | 24 | 18 | 8  | 0 | 10 | 190 | 196 | -6  |
|                   | 4.   | Anversa  | 24 | 18 | 8  | 0 | 10 | 141 | 160 | -19 |

|          | ANV   | MEC  | MOU   | TOU   |
| Anversa  |       | 9-4  | 9-11  | 13-14 |
| Mechelen | 12-11 |      | 10-12 | 11-12 |
| Mouscron | 12-5  | 11-7 |       | 13-10 |
| Tournai  | 6-3   | 16-8 | 6-6   |       |

### 5º-7º posto
|  | Pos. | Squadra     | Pt | G  | V | N | P  | GF  | GS  | DR  |
|  | ---- | ----------- | -- | -- | - | - | -- | --- | --- | --- |
|  | 5.   | Kortrijk    | 17 | 16 | 5 | 2 | 9  | 180 | 189 | -9  |
|  | 6.   | La Louvière | 16 | 16 | 5 | 1 | 10 | 154 | 189 | -35 |
|  | 7.   | Mons        | 4  | 16 | 1 | 1 | 14 | 140 | 198 | -58 |

|             | KOR   | LAL   | MON  |
| Kortrijk    |       | 11-12 | 11-9 |
| La Louvière | 13-13 |       | 11-8 |
| Mons        | 5-12  | 8-14  |      |